# Torneo WTA de Stuttgart 2025
El Porsche Tennis Grand Prix de 2025 fue un torneo de tenis jugado en canchas de arcilla bajo techo. Se trató de la 47.ª edición de este torneo, y fue parte de la WTA tour 2025. Tuvó lugar en el Porsche Arena de Stuttgart (Alemania) del 14 al 21 de abril de 2025.

## Distribución de puntos
| Modalidad           | Campeona | Finalista | Semifinales | Cuartos de final | 3.ª ronda | 2.ª ronda | 1.ª ronda | Clasificadas | 2.ª ronda de clasificación | 1.ª ronda de clasificación |
| Individual femenino | 500      | 325       | 195         | 108              | 60        | 30        | 1         | 25           | 13                         | 1                          |
| Dobles femenino     | 500      | 325       | 195         | 108              | -         | -         | 1         | -            | -                          | -                          |

## Cabezas de serie

### Individuales femenino
| Tenista         | Ranking | Preclasificada |
| Aryna Sabalenka | 1       | 1              |
| Iga Świątek     | 2       | 2              |
| Jessica Pegula  | 3       | 3              |
| Coco Gauff      | 4       | 4              |
| Jasmine Paolini | 6       | 5              |
| Mirra Andreeva  | 7       | 6              |
| Emma Navarro    | 11      | 7              |
| Diana Shnaider  | 13      | 8              |

- Ranking del 7 de abril del 2025.[2]

### Dobles femenino
| Tenista                             | Ranking | Preclasificada |
| Gabriela Dabrowski Erin Routliffe   | 8       | 1              |
| Sara Errani Jasmine Paolini         | 12      | 2              |
| Hao-ching Chan Veronika Kudermetova | 29      | 3              |
| Asia Muhammad Demi Schuurs          | 34      | 4              |

## Campeones

### Individual femenino
Jeļena Ostapenko venció a  Aryna Sabalenka por 6-4, 6-1

### Dobles femenino
Gabriela Dabrowski /  Erin Routliffe vencieron a  Ekaterina Alexandrova /  Shuai Zhang por 6-3, 6-3